# Maria Lluïsa Amorós Corbella
Maria Lluïsa Amorós Corbella (* 1. srpna 1954, Reus) je katalánská spisovatelka a profesorka. Je dcerou spisovatele Xaviera Amoróse Soly.
Studovala španělskou a katalánskou filologii na univerzitě v Barceloně, a je profesorem katalánského jazyka a literatury, které vyučovala na středních školách. Je členem Svazu spisovatelů v katalánštině a podílela se na setkání spisovatelů Katalánska, Galície a Baskicka (Mallorka 2002).
V oblasti literatury se za zaměřuje na román a literaturu pro mládež. Od svého debutu v roce 1986 vydala asi tucet titulů v katalánštině.

## Dílo
- Poppis i Isolda (1986)
- El misteri dels Farrioles (1987)
- Aquella tardor amb Leprechaun (1988)
- Dietari secret (1990)
- Jardí abandonat (1993)
- D’on véns, Jan? (1994)
- Els til·lers de Mostar (1996)
- Vora el llac (1999)
- Una setmana de Pasqua (2000)
- Un glop de calvados (2003)
- Me’n torno a Kieran (2008)
- El misteri de la capsa magnètica (2015)
- La força d'Aglaia (2016)
- El retorn de l'Àngela (2017)